# Casa consistorial

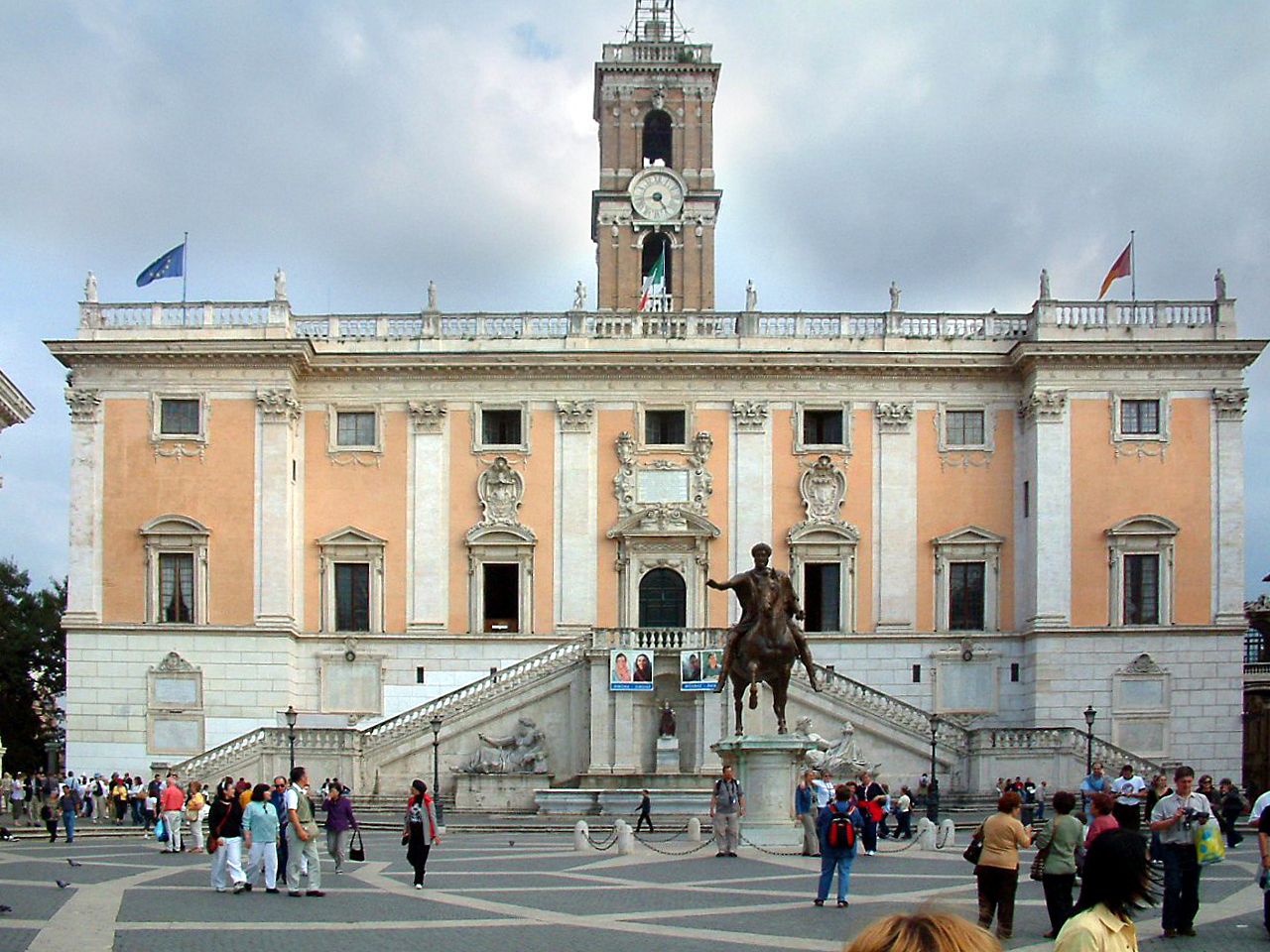
Palazzo Senatorio de Roma.

Una casa consistorial (del latín tardío consistorium, 'lugar de reunión'), casa municipal, casa del ayuntamiento o palacio municipal es el edificio del ayuntamiento o de la institución semejante que ejerza el gobierno local (concejo, cabildo, cámara municipal, etcétera). Aunque a menudo se le denomine también «ayuntamiento», no hay que confundir la institución con el edificio que la acoge: todas o algunas de sus dependencias, especialmente el lugar donde se celebran los plenos municipales: salón de plenos o salón del concejo.
Es usual que sea una de las edificaciones más destacadas de la plaza principal de una localidad (plaza mayor en el urbanismo español e hispanoamericano), a veces junto a la iglesia principal.
Cuando la institución municipal tenía riqueza suficiente, estas edificaciones se encargaban al arquitecto municipal o maestro mayor de obras, que en algunos casos eran artistas destacados.
En las ciudades-Estado italianas de la Edad Media se realizaron edificios imponentes denominados Palazzo della Signoria, como consecuencia de su entidad como la principal institución de gobierno. Similar importancia alcanzaron los edificios municipales de las ciudades del norte de Europa, como las hanseáticas, donde la denominación suele ser la palabra alemana Rathaus (más raramente Gildhall). En las zonas de lengua francesa, la denominación suele ser hôtel de ville, y, en las de lengua inglesa, town hall o city hall.
En la Corona de Aragón también se construyeron con frecuencia estos edificios para crear las nuevas plazas mayores propias del Renacimiento. Uno de los casos mejor estudiados se encuentra en Alcañiz (España), donde su casa consistorial, terminada en 1570, hace esquina con la lonja de estilo gótico.

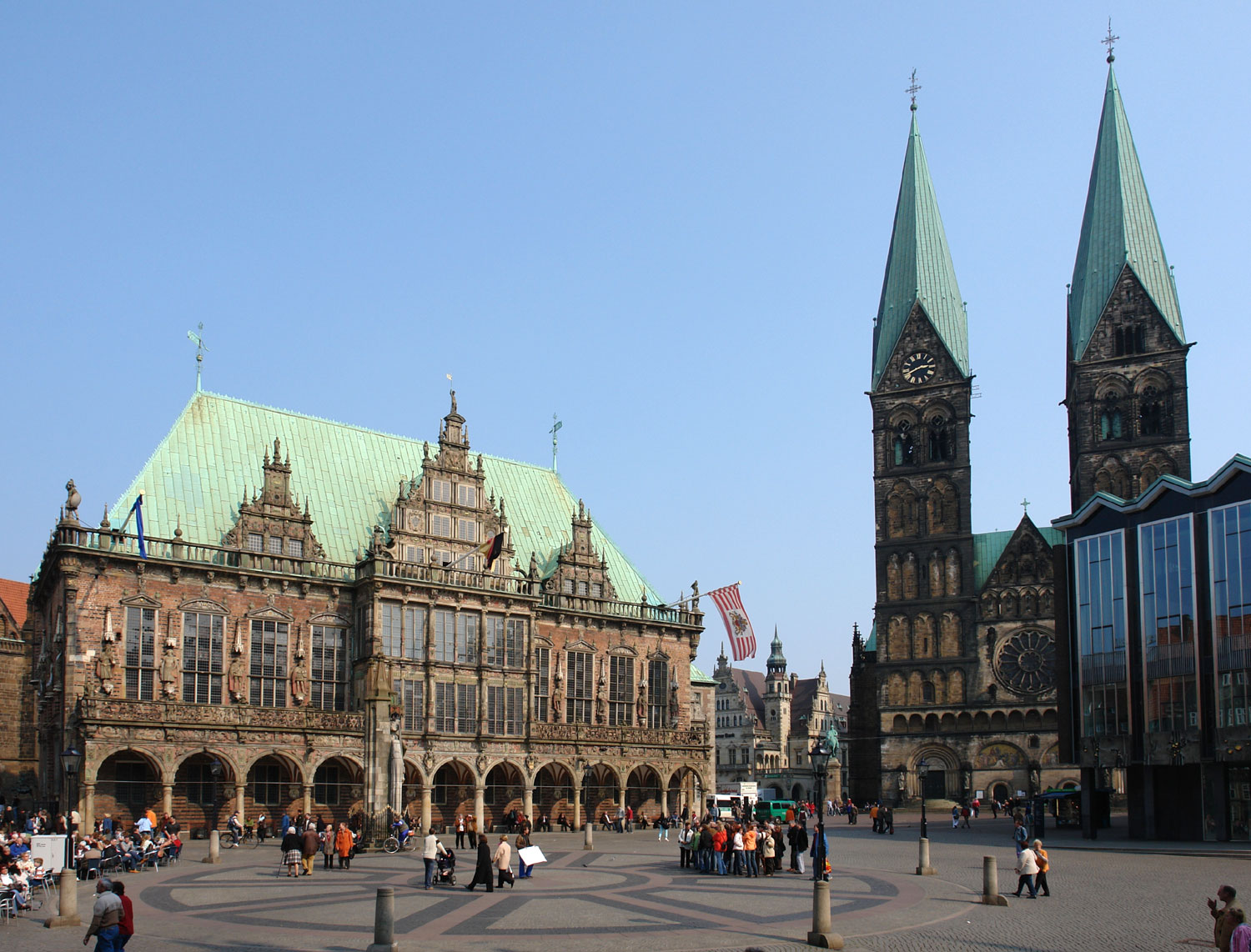
Rathaus de Bremen
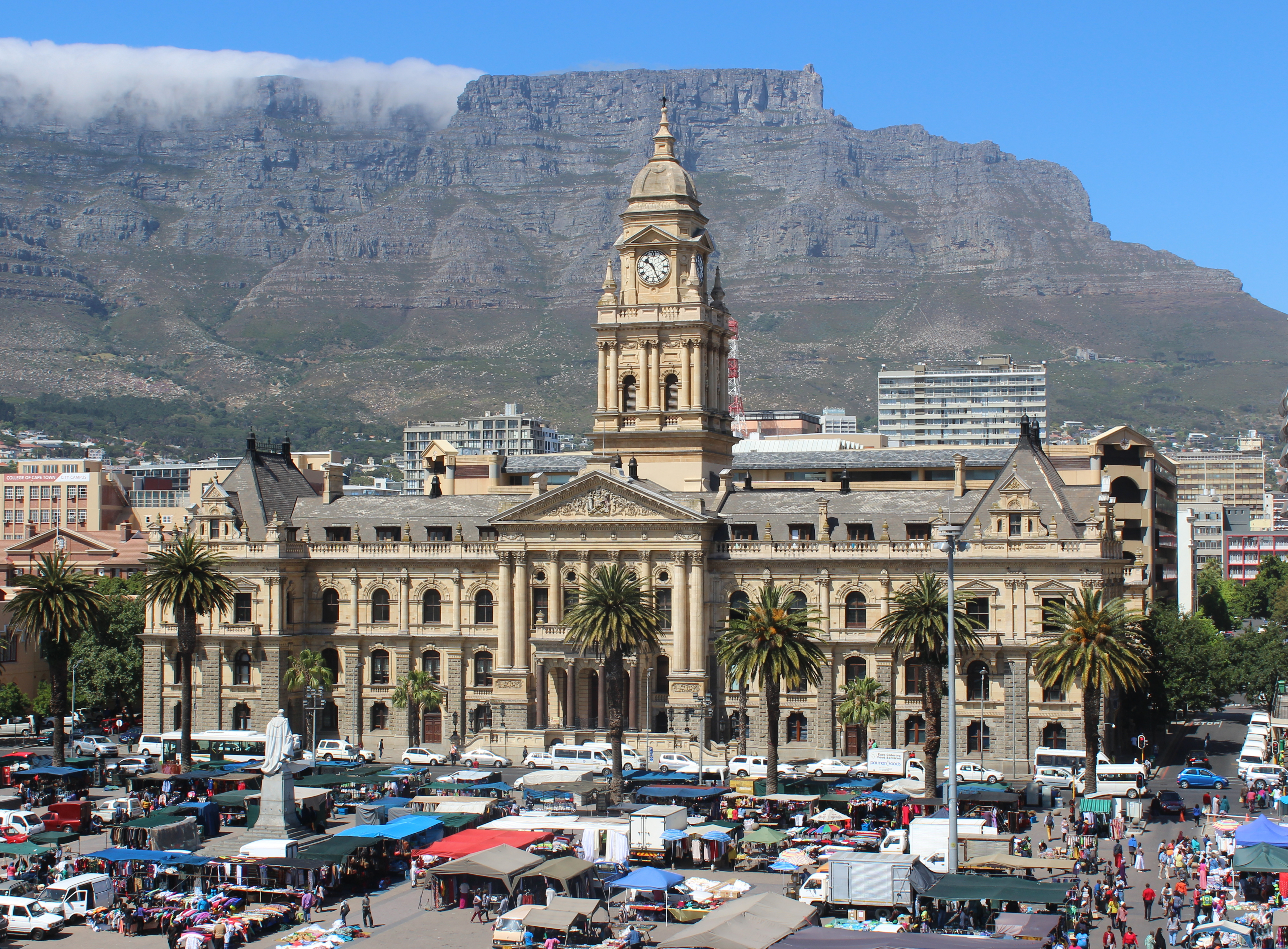
Palacio consistorial de Ciudad del Cabo
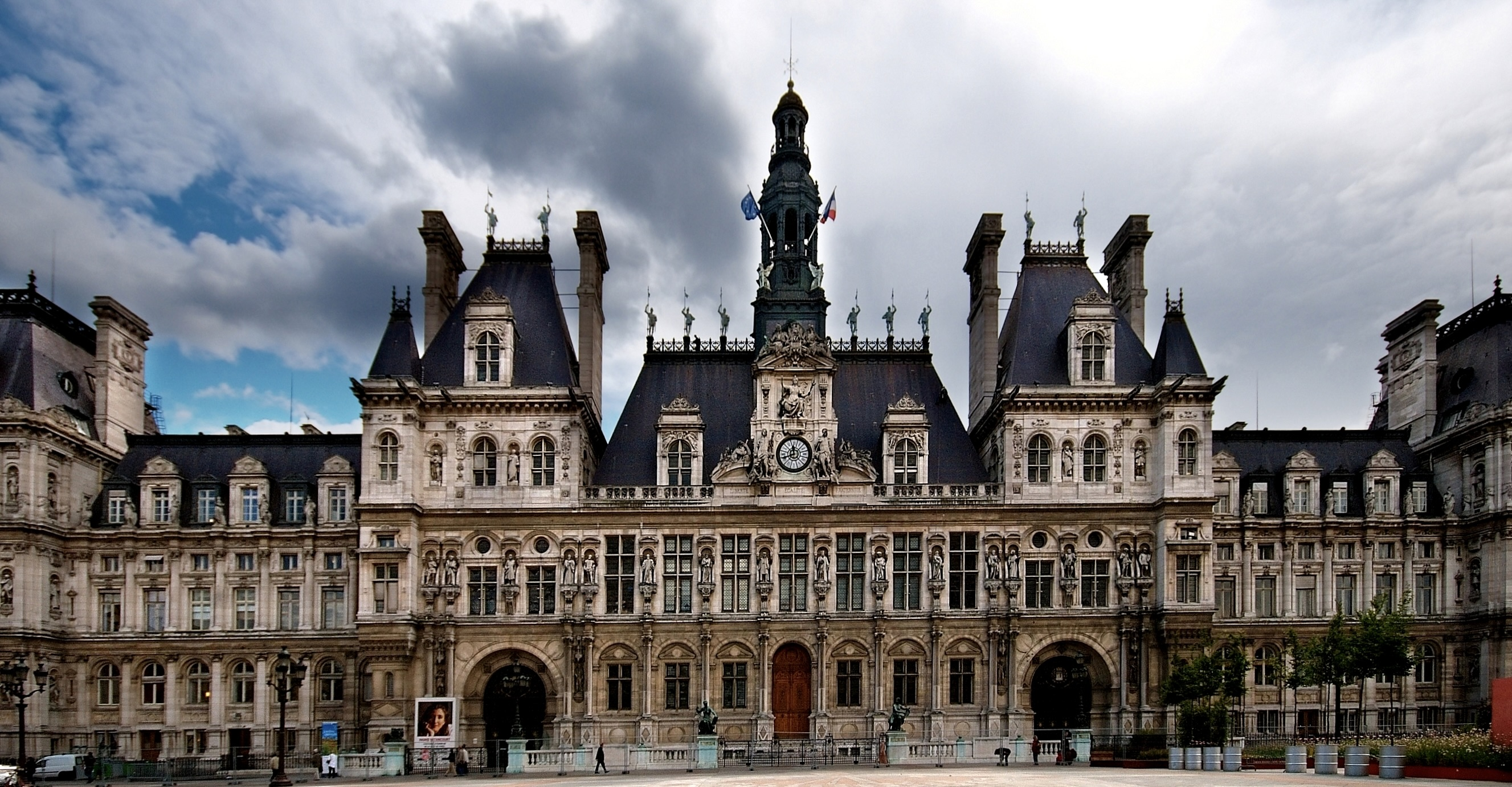
Hôtel de Ville de París
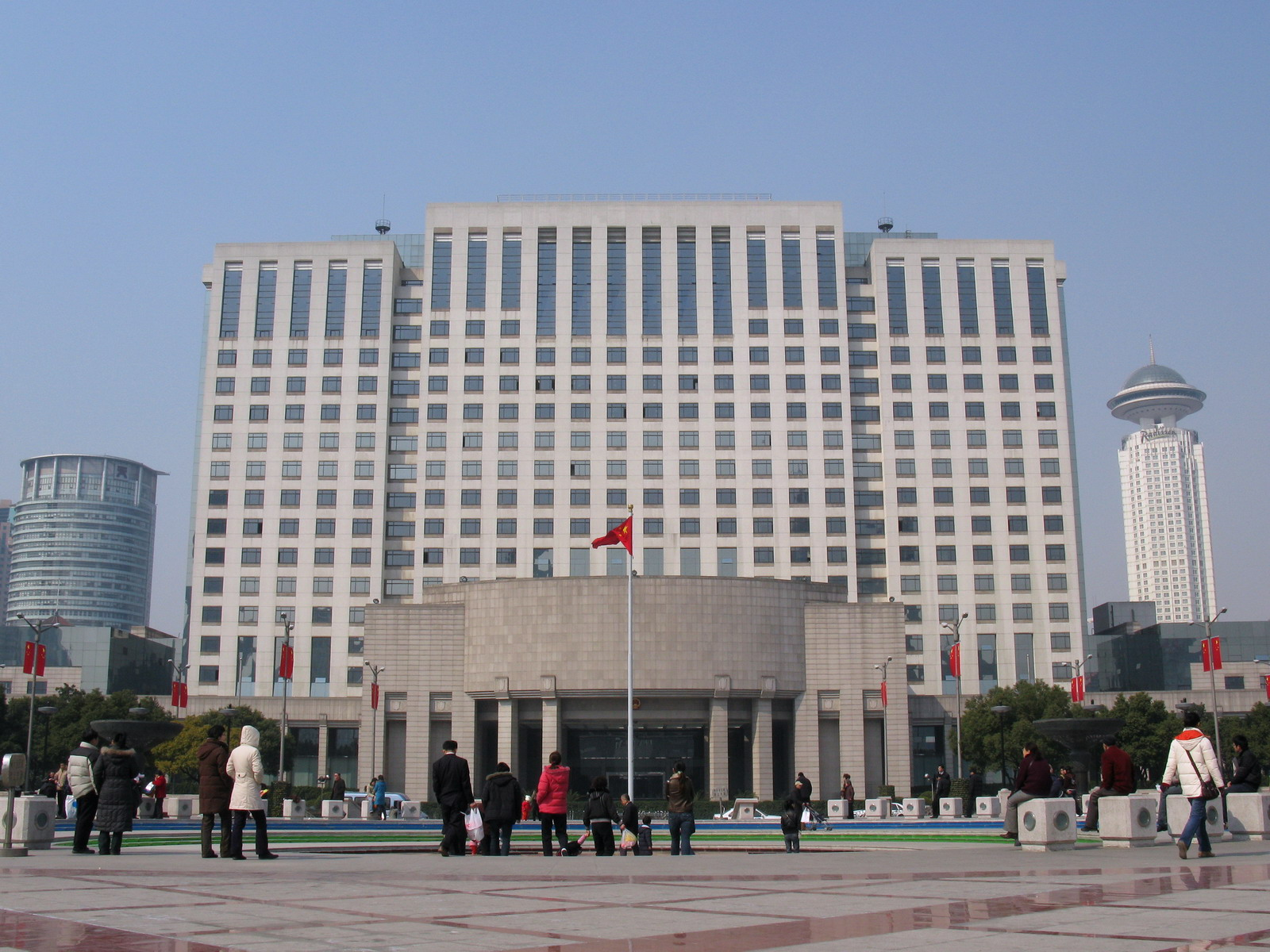
Sede del Gobierno de Shanghái
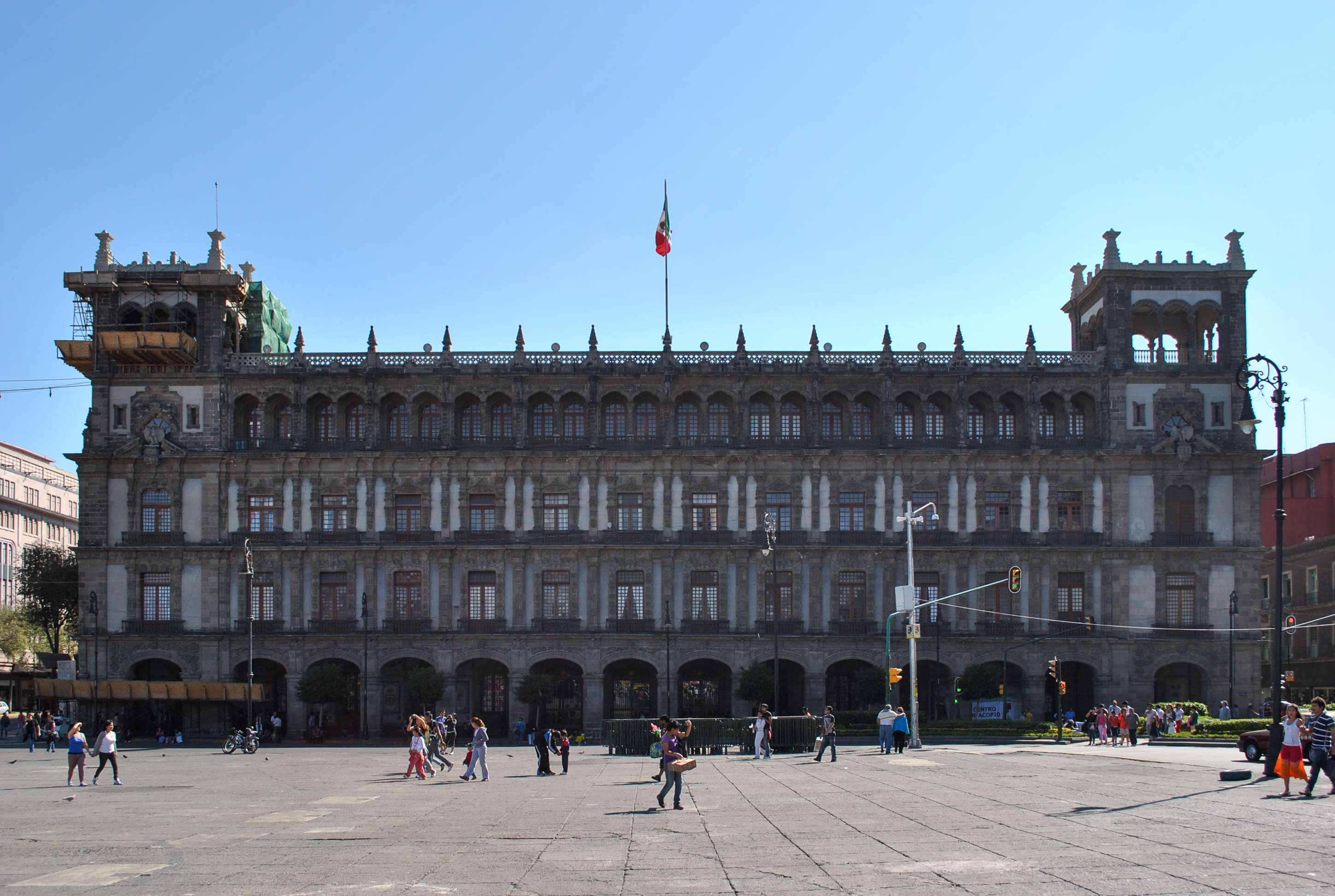
Antiguo Palacio del Ayuntamiento en la Ciudad de México
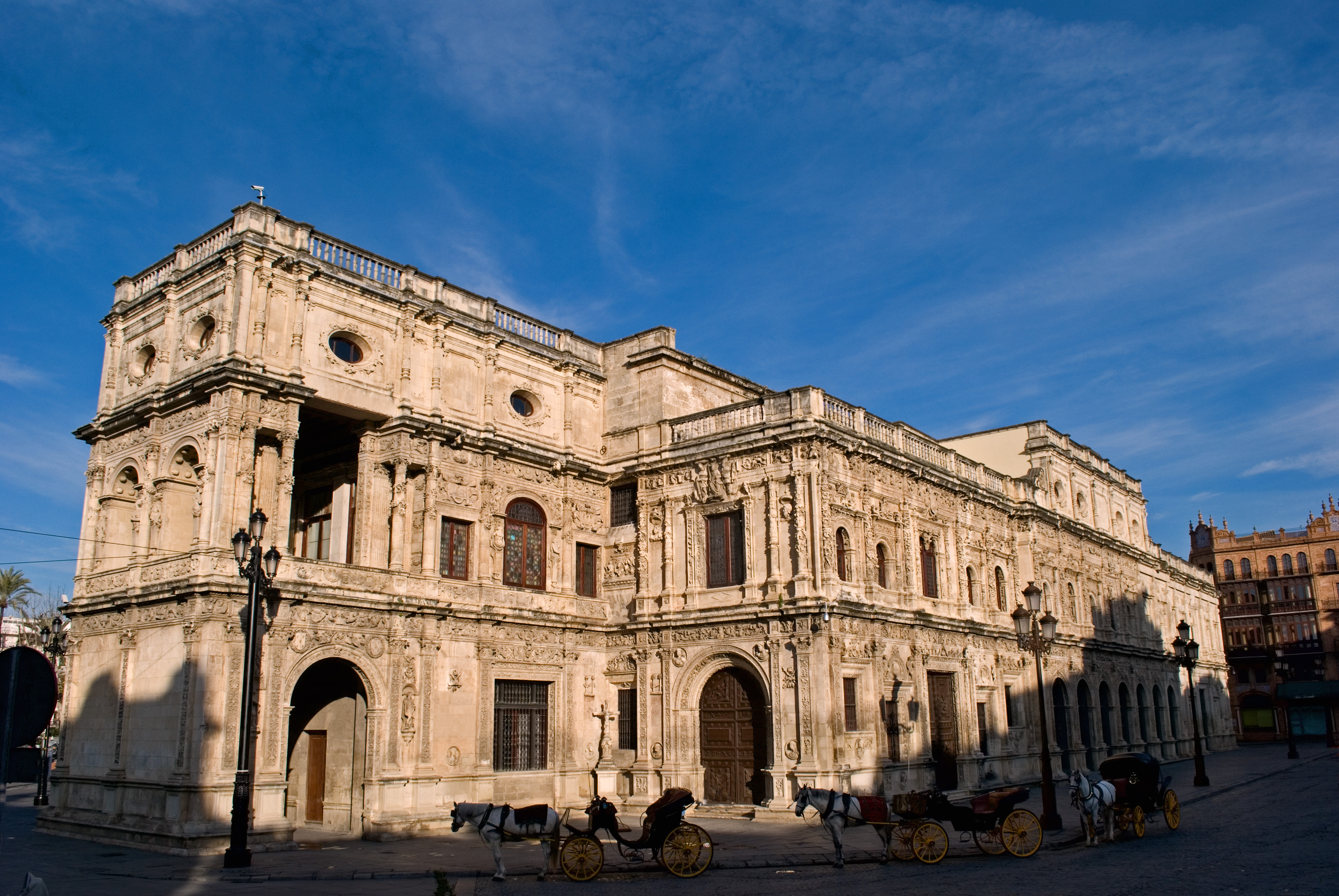
Casa consistorial de Sevilla
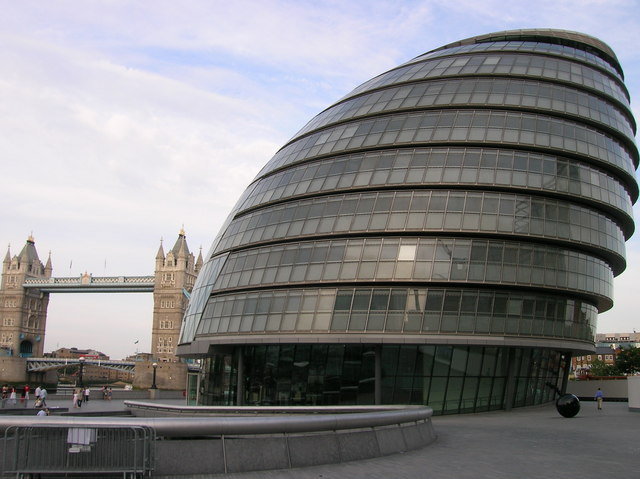
City Hall de la Greater London Authority (Londres)
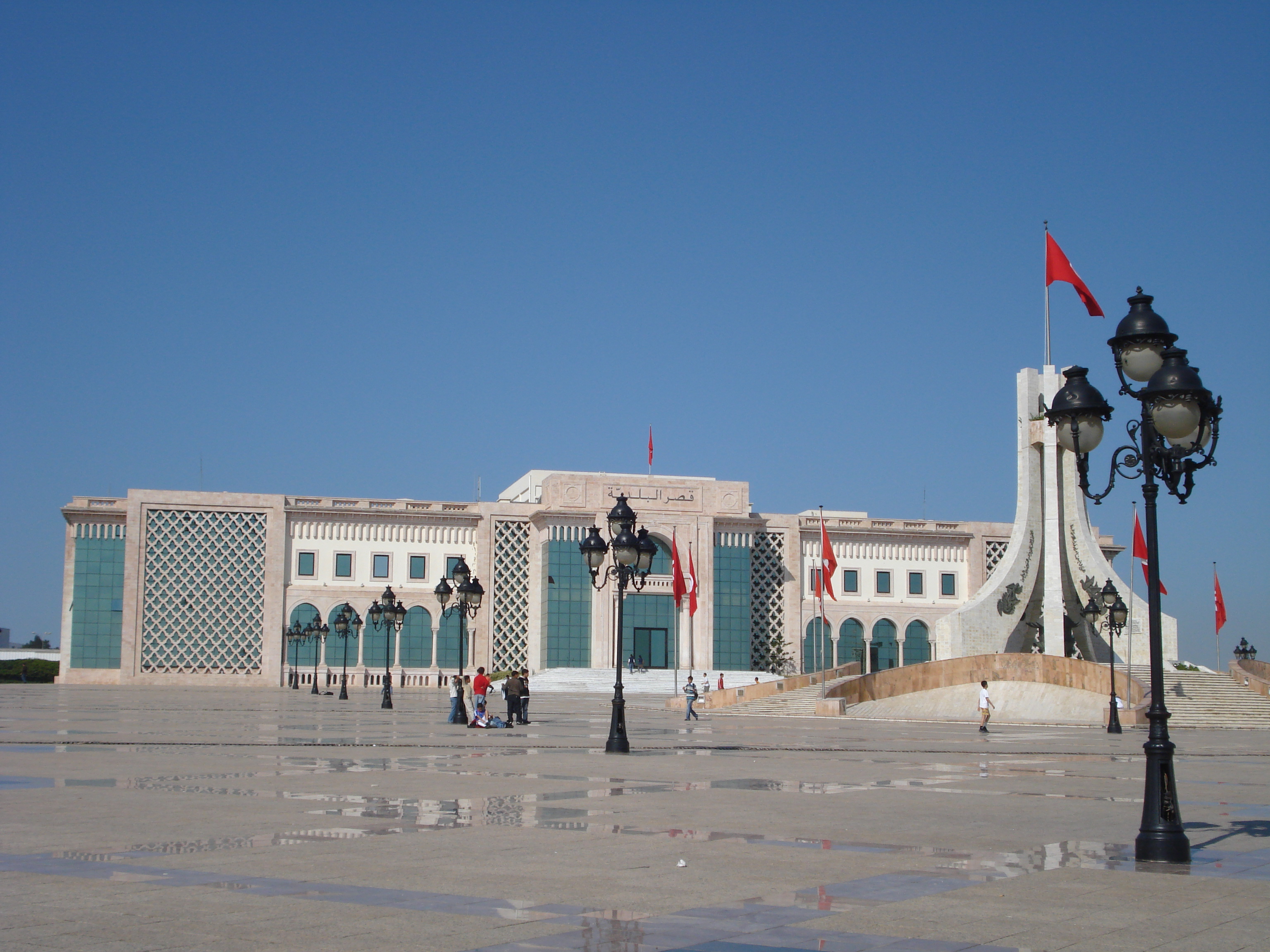
Hôtel de Ville de Túnez